# Maksymilian Frydecki
Maksymilian Mieczysław Frydecki (ur. 9 sierpnia 1886 w Kozinie, zm. 11 stycznia 1927 w Sanoku) – doktor praw, sędzia, rotmistrz rezerwy Wojska Polskiego II Rzeczypospolitej.

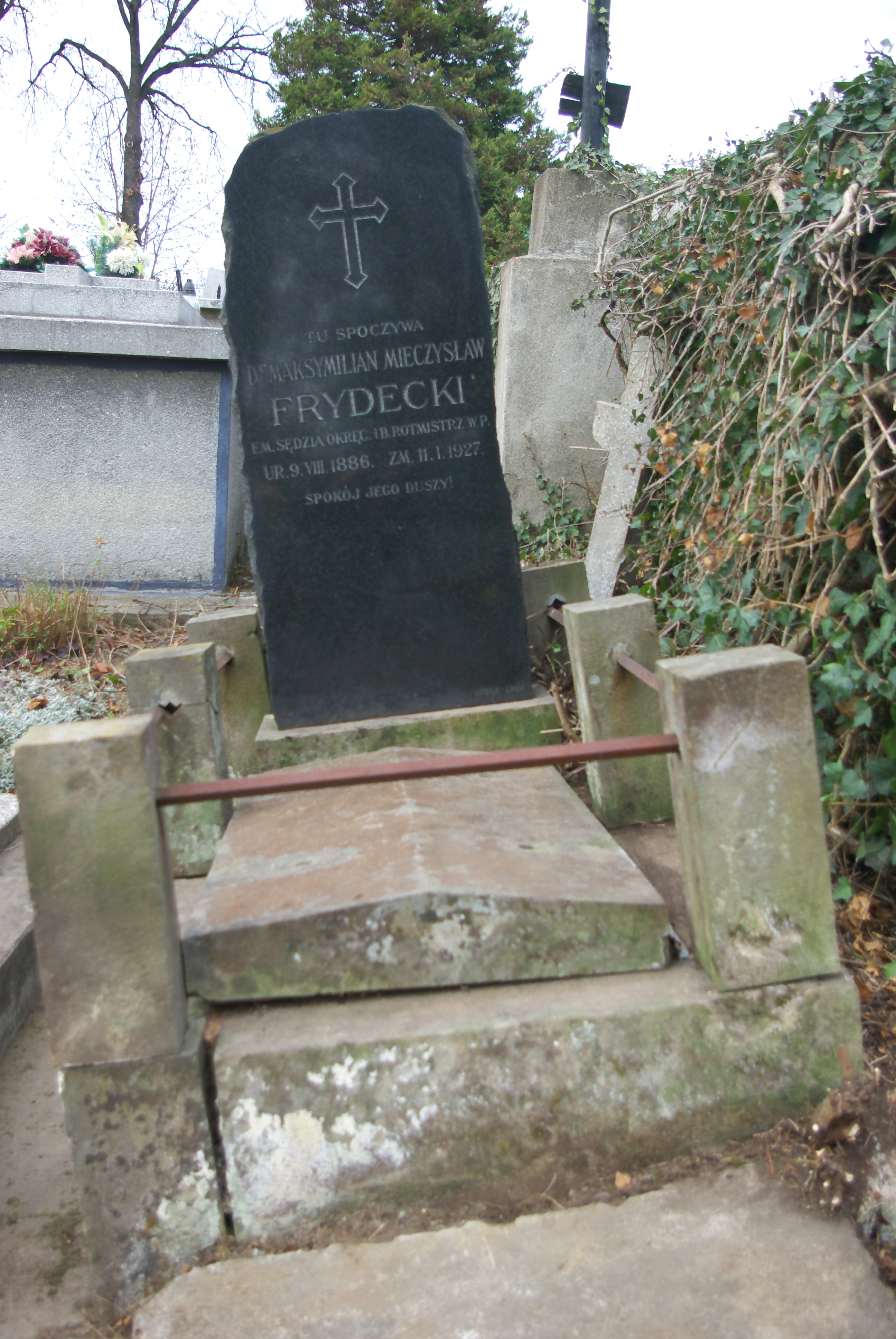
Nagrobek Maksymiliana Frydeckiego

## Życiorys
Maksymilian Frydecki urodził się 9 sierpnia 1886 w Kozinie na obszarze ówczesnego powiatu skałackiego.
Ukończył studia uzyskując stopień doktora praw. Został oficerem armii austriackiej. Został mianowany podporucznikiem, a w trakcie I wojny światowej w lutym 1917 został awansowany na stopień nadporucznika w stosunku „poza służbą” w grupie oficerów aktywnych na czas mobilizacji. Na początku kwietnia 1917 ogłoszono jego mianowanie na stopień porucznika w stanie spoczynku. W połowie 1918 w stopniu nadporucznika przebywał we Lwowie.
Po odzyskaniu przez Polskę niepodległości został przyjęty do Wojska Polskiego. W stopniu porucznika w 1919 został przydzielony do 18 pułku piechoty. Na skutek orzeczenia komisji superrewizyjnej rozkazem Ministra Spraw Wojskowych L. 1002 z 6 lutego 1920 został zwolniony z czynnej służby w Dowództwie Okręgu Generalnego „Lwów” i przeniesiony do rezerwy. Następnie został awansowany na stopień rotmistrza rezerwy kawalerii ze starszeństwem z dniem 1 czerwca 1919. W 1923 i 1924 był oficerem rezerwowym 24 pułku ułanów z Kraśnika.
Pełnił urząd sędziego sądu okręgowego, po czym odszedł na emeryturę. Do końca życia pozostawał emerytowanym rotmistrzem i sędzią. Jego żona pochodziła z rodziny Koziebrodzkich.
Na przełomie lipca i sierpnia 1925 w prasie polskiej i austriackiej wielokrotnie informowano o tym, że Maksymilian Frydecki przebywający z powodu choroby w austriackim sanatorium Parsch i oczekujący na operację, z uwagi na osłabienie organizmu został pilnie poddany transfuzji krwi w dniu 16 lipca 1925, której ¾ litra ofiarował mu asystent lekarza w Szpitalu Miłosiernych Braci w Salzburgu, dr Gregor Sachs, po czym inny lekarz, prymariusz dr Rauchenbichler przeprowadził z powodzeniem operację ratującą życie, po której dr Frydecki 25 sierpnia 1925 udał się z powrotem do Polski.
Zmarł 11 stycznia 1927 w Sanoku na atak serca. Dzień później został pochowany na tamtejszym cmentarzu przy ulicy Rymanowskiej. Nagrobek Maksymiliana Frydeckiego wykonał rzeźbiarz lwowski, Bernard Kober.